# Rhabdocidaris
Rhabdocidaris is een geslacht van uitgestorven zee-egels, en het typegeslacht van de familie Rhabdocidaridae.

## Soorten
- Rhabdocidaris arginensis Weber, 1934 †
- Rhabdocidaris bigoti Mercier, 1931 †
- Rhabdocidaris boehmi Bantz, 1969 †
- Rhabdocidaris brasiliensis Maury, 1936 †
- Rhabdocidaris buraganensis Weber, 1934 †
- Rhabdocidaris chouberti Lambert, 1937 †
- Rhabdocidaris cotteaui Jeannet, 1929 †
- Rhabdocidaris desori Jeannet, 1929 †
- Rhabdocidaris kisombyensis Lambert, 1936 †
- Rhabdocidaris mayri Bantz, 1969 †
- Rhabdocidaris nunlisti Jeannet, 1929 †
- Rhabdocidaris orbignyiformis Jeannet, 1929 †
- Rhabdocidaris rauraca Jeannet, 1929 †
- Rhabdocidaris stingelini Jeannet, 1929 †
- Rhabdocidaris turbeti Lambert, 1933 †
- Rhabdocidaris yailensis Weber, 1934 †